# Spytek Tarnowski (zm. 1435)
Spytek z Tarnowa i Jarosławia herbu Leliwa (ur. ok. 1367, zm. w 1435) – wojewoda sandomierski od 1433, starosta generalny Rusi w 1422, uczestnik bitwy pod Grunwaldem w 1410.

## Życiorys
Syn Jana z Tarnowa i Katarzyny Tarnowskiej.
Był właścicielem Jarosławia i Bełżyc. W 1424 założył starostwo w Leżajsku.

## Rodzina
W XIV wieku poślubił Sandochnę ze Zgłobnia, z którą miał pięcioro dzieci:
- Jan Jarosławski
- Rafał   Jarosławski z Przeworska
- Spytek Jarosławski (zm. 1444)
- Jadwiga Jarosławska z Leżajska
- Katarzyna Jarosławska - przypuszczalne imię